# Salangana sundajska
Salangana sundajska (Aerodramus fuciphagus) – gatunek małego ptaka z rodziny jerzykowatych (Apodidae). Zamieszkuje Azję Południowo-Wschodnią. Nie jest zagrożony wyginięciem.

## Taksonomia
Takson ten jako pierwszy opisał Carl Peter Thunberg w 1812 roku, nadając mu nazwę Hirundo Fuciphaga. Holotyp pochodził z Jawy. Obecnie gatunek umieszczany jest w rodzaju Aerodramus, który często łączono z rodzajem Collocalia. Salangana sundajska była dawniej łączona w jeden gatunek z wieloma innymi gatunkami salangan, m.in. maskareńską (A. francicus) i brunatną (A. unicolor).
Obecnie wyróżnia się 8 podgatunków:
- A. f. inexpectatus (Hume, 1873) – salangana andamańska[5]
- A. f. vestitus (R. Lesson, 1843) – salangana malajska[5]
- A. f. perplexus (Riley, 1927)
- A. f. fuciphagus (Thunberg, 1812) – salangana sundajska[5]
- A. f. dammermani (Rensch, 1931)
- A. f. micans (Stresemann, 1914)
- A. f. germani (Oustalet, 1876) – salangana indochińska[5]
- A. f. amechanus (Oberholser, 1912)

Niektórzy autorzy wydzielali podgatunki germani i amechanus do osobnego gatunku Aerodramus germani. Proponowany podgatunek bartelsi uznano za synonim podgatunku nominatywnego.

## Zasięg występowania
Występuje na wyspach i wybrzeżach Azji Południowo-Wschodniej. Nie migruje. Poszczególne podgatunki zamieszkują:
- A. f. inexpectatus – Andamany i Nikobary
- A. f. vestitus – Sumatra, Belitung i Borneo
- A. f. perplexus – archipelag Maratua (u północno-wschodnich wybrzeży Borneo)
- A. f. fuciphagus – Jawa, wyspy Kangean i zachodnie Małe Wyspy Sundajskie
- A. f. dammermani – Flores (środkowe Małe Wyspy Sundajskie)
- A. f. micans – Sumba, Sawu i Timor (południowo-środkowe i wschodnie Małe Wyspy Sundajskie)
- A. f. germani – wybrzeża kontynentalnej Azji Południowo-Wschodniej aż po Półwysep Malajski, archipelag Mergui, zachodnia część wyspy Hajnan, Borneo i południowe Filipiny
- A. f. amechanus – wyspy Anambas (u południowo-wschodnich wybrzeży Półwyspu Malajskiego)

## Morfologia
Ptak mały; długość ciała do 13 cm, rozpiętość skrzydeł do 12 cm. Ubarwieniem przypomina wiele innych gatunków jerzyków. Wierzch ciała brunatny, a spód ciała brązowy. Kuper w zależności od podgatunku od białego u populacji z Singapuru, po ciemniejszą biel u północnych populacji. Pomimo iż ptak prowadzi dzienny tryb życia, ma zmysł echolokacji.

## Ekologia i zachowanie

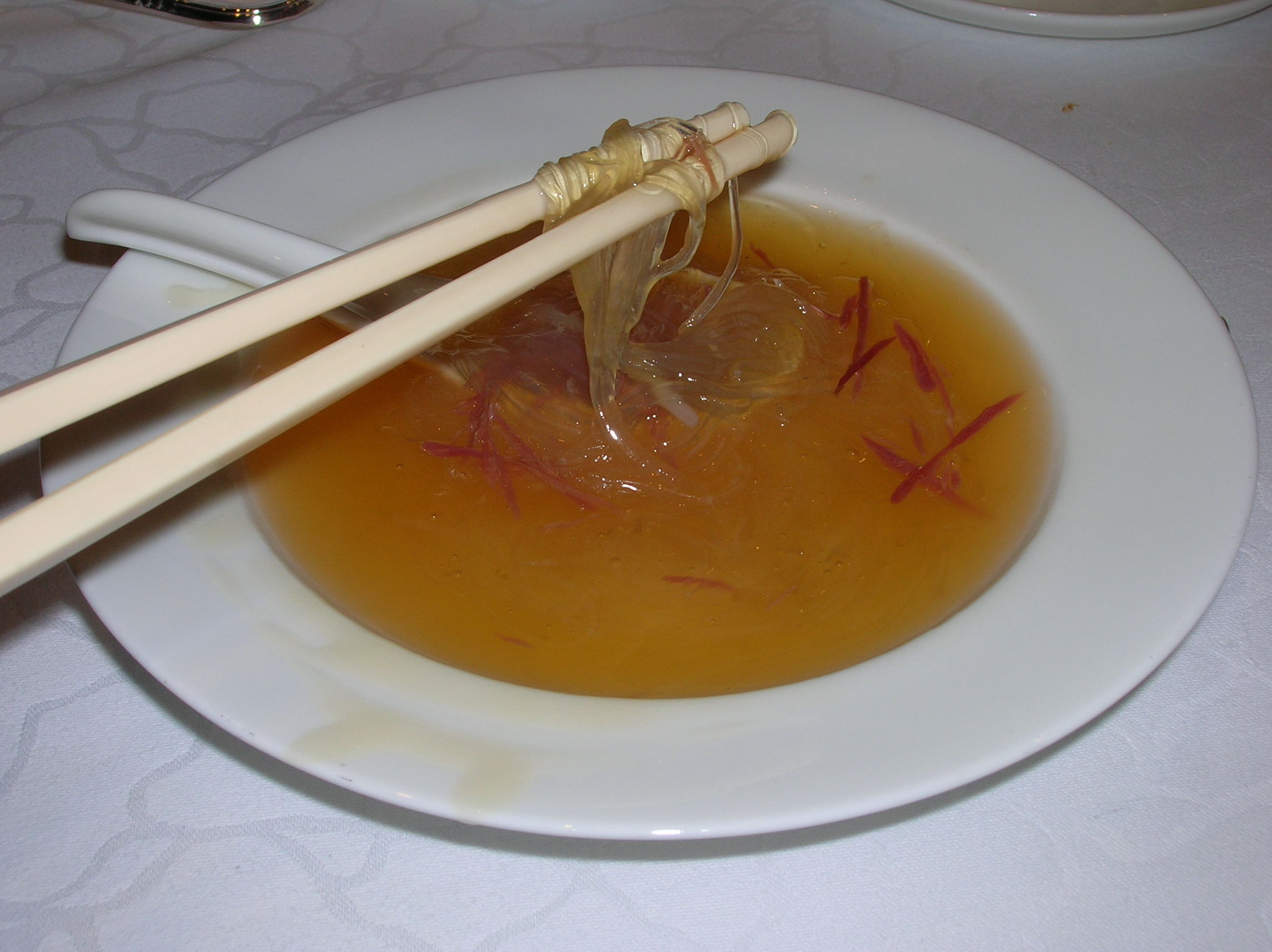
Zupa z gniazd salangan

Zamieszkuje tereny trawiaste blisko jaskiń, lasy, skruby oraz okazjonalnie osiedla ludzkie. Niekiedy zbierają się w duże stada, gdzie polują nad polami, lasami, osadami czy nad wodą.
Salangana sundajska odżywia się bezkręgowcami, niemal wyłącznie owadami (takimi jak chrząszcze, termity, błonkoskrzydłe, muchówki, jętki, motyle, ćmy, pluskwiaki, karaczany czy ważki). Odnotowano też spożywanie pająków podróżujących z babim latem.

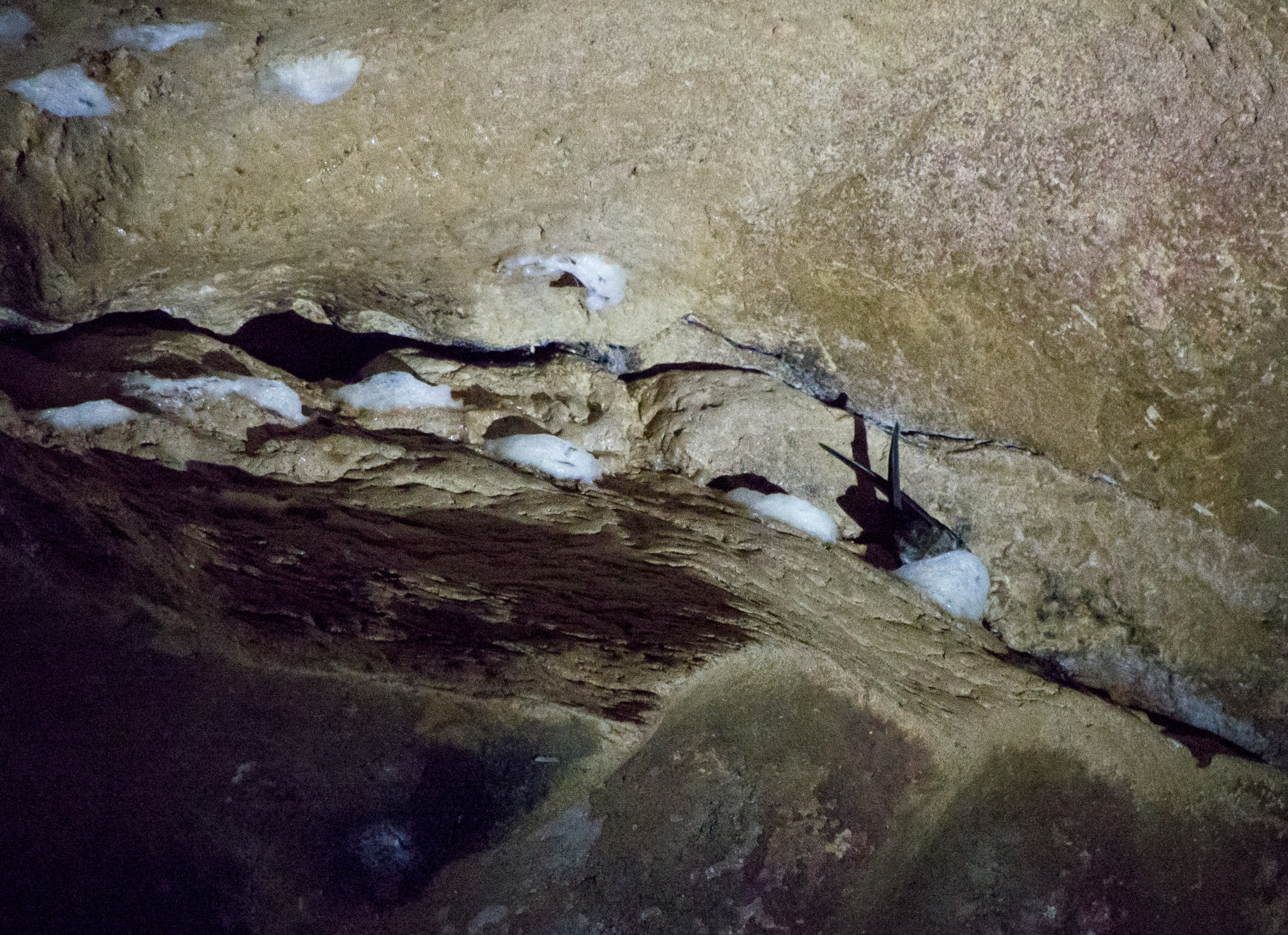
Kolonia ptaków

W okresie lęgowym ptaki tysiącami odbywają lęgi w jaskiniach i szczelinach skalnych, często wśród innych przedstawicieli jerzykowatych. Jaskinie zamieszkane przez te ptaki mogą być wykorzystywane przez wiele pokoleń. Galaretowate gniazda salangan sundajskich są miseczkowate, zrobione ze śliny ptaków, czasem z dodatkiem mchu i owadów, gdzie samica składa 2 białe jaja. W wielu krajach azjatyckich gniazdo salangany uchodzi za przysmak i jest używane do tworzenia tzw. zupy z jaskółczych gniazd, cenionej szczególnie w Chinach.

## Status
Międzynarodowa Unia Ochrony Przyrody (IUCN) uznaje salanganę sundajską za gatunek najmniejszej troski (LC, Least Concern). Liczebność światowej populacji nie jest znana, ale ptak ten opisywany jest jako bardzo liczny w dogodnych dla niego siedliskach. Trend liczebności populacji uznaje się za spadkowy ze względu na nadmierne eksploatowanie gniazd i niepotrzebne niepokojenie ptaków, co utrudnia odchów piskląt.